# Calogero di Sicilia
Calogero (Calcedonia, 466 – Monte Kronio, 18 giugno 561) è stato un monaco eremita, venerato come santo taumaturgo dalla Chiesa cattolica e da quella ortodossa, e patrono di moltissimi paesi della Sicilia.
San Calogero è il patrono di Naro e compatrono di Agrigento venerato più di san Gerlando. Altri centri in cui San Calogero è particolarmente venerato sono Aliminusa, Aragona (Italia), Caltavuturo, Cammarata, Canicattì, Casteltermini, Cattolica Eraclea, Cesarò, Favara, Frazzanò, Montedoro, Mussomeli, Petralia Sottana, Porto Empedocle, Realmonte, San Salvatore di Fitalia, Santo Stefano Quisquina, Sciacca, Torretta, Vallelunga Pratameno, Racalmuto e Villalba.

## Etimologia
Il suo nome deriva dal greco della Koinè καλόγηρος (kalógēros), termine composto da καλός (kalós, “bello”) e da
γῆρας (gêras, “vecchiaia”).
Questo appellativo indicava gli anacoreti, che vivevano appartati in luoghi solitari e in grotte, ma secondo quanto riportato sugli Inni di Sergio a lui dedicati, Calogero era proprio il suo nome.
Storicamente infatti per la Chiesa greco-ortodossa il termine è usato come nome per riferirsi a un "monaco" o un "eremita",  significato che viene mantenuto ancora nel greco moderno.
In siciliano viene chiamato San Calòjiru o San Caloriu.

## Agiografia
Calogero nacque da genitori cristiani e sin da piccolo abbracciò gli insegnamenti del Cristianesimo.
La tradizione che lo vuole essere vissuto nel I secolo fa riferimento a un breviario siculo-gallicano, in uso nella regione tra il XI secolo e il XVI secolo. Tale fonte lo fa nativo di Costantinopoli.

Il fatto che egli si senta spinto a convertire gli abitanti della Sicilia, meglio si concilia con questo periodo, rispetto ad altre agiografie che lo vogliono vissuto nel V secolo. Infatti è più ragionevole pensare che gli abitanti della Sicilia necessitassero di conversione al nuovo credo più nel I secolo che non nel V, quando la popolazione di quelle regioni era già in buona parte cristiana. Questo breviario lo vuole pellegrino a Roma dove incontrò San Pietro apostolo da cui ottenne il permesso di vivere da eremita in un luogo imprecisato. Qui ebbe l'ispirazione di evangelizzare la Sicilia. Tornato dal Primo Papa, ottenne il permesso di recarsi nell'isola assieme ai compagni, Filippo, Onofrio (distinto dall'omonimo eremita) e Archileone.

Filippo si recò a Agira, Onofrio e Archileone si recarono nel deserto di Sutera e il nostro si fermò a Lipari.
Altre leggende, invece, spostano la sua esistenza tra V e VI secolo. A vent'anni, secondo l'innografia composta dal monaco Sergio, fuggì dalla Tracia a causa delle persecuzioni scatenate dai monofisisti contro i fedeli al dogma proclamato nel 451 nel concilio di Calcedonia.

Si recò in Sicilia, dove si trattenne per qualche tempo predicando e prestando cure agli ammalati con le acque sulfuree dell'isola, convertendo molti abitanti e proseguendo nella sua vita di eremita e taumaturgo.
Secondo la leggenda riportata nei Dialoghi di Papa Gregorio I, a Lipari avrebbe avuto la visione dell'anima del re Teoderico gettata nel cratere dell'isola di Vulcano il giorno stesso della morte di quest'ultimo (30 agosto 526). Da qui, dopo diversi anni, si spostò nei pressi di Sciacca dove visse per trentacinque anni.
Calogero sbarcò a Lilibeo, dove Gregorio e Demetrio furono martirizzati, secondo la Vita di Calogero, da idolatri; a questo proposito vi sono due diverse teorie intorno all'identità degli uccisori.

Parte della storiografia ritiene che il Vescovo di Lilibeo fosse in realtà un monofisista, visti gli intensi scambi commerciali intercorrenti tra la Sicilia e i patriarcati di Antiochia e Alessandria, territori ove il monofisismo era molto radicato, e come tale abbia giustiziato quelli che considerava due eretici.

Altri storici ritengono che siano invece caduti nelle mani dei Vandali, fanatici ariani che, in quegli anni, imperversarono in Sicilia e nel Nord Africa.
Scampato alla morte, iniziò a vagabondare per l'isola, nascondendosi in antiche necropoli e nelle numerose grotte di origine vulcanica sparse per la Sicilia.
Partendo da queste peregrinava per i paesi ove predicava la fede, amministrava i sacramenti e assisteva gli ammalati.
Ultima sua tappa furono le grotte poste sul monte Kronos (Kronio) presso Sciacca. Qui visse operando molti miracoli e guarigioni e convertendo molti abitanti alla fede cristiana. Morì a Monte Kronio nella notte tra il 17 e il 18 giugno del 561. Aveva 95 anni.

### Altre leggende devozionali

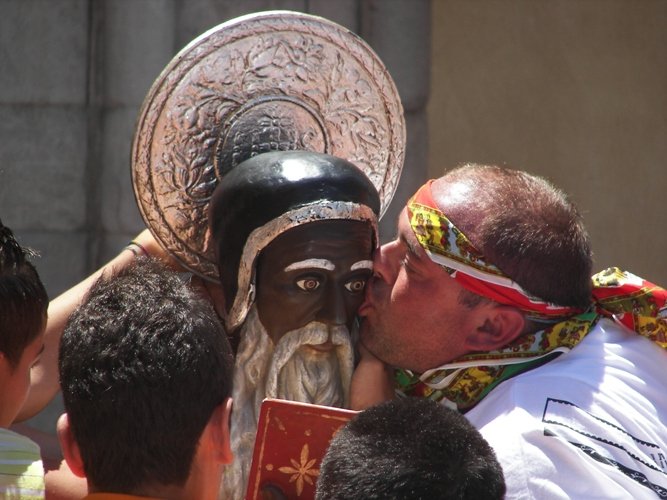
Il bacio di un devoto alla statua del santo.

Tradizioni agiografiche raccontano che durante la sua vecchiaia, non potendo più raccogliere le erbe di cui nutrirsi, si cibava del latte di una cerva che gli sarebbe stata mandata da Dio. Un giorno però il cacciatore Siero, detto Arcario perché cacciava con l'arco e le frecce, uccise involontariamente l'animale.

Addolorato per aver compiuto tale errore, divenne discepolo del santo. Alla morte di quest'ultimo, avvenuta dopo quaranta giorni, lo stesso Arcario lo seppellì in una caverna sul monte, nota a lui soltanto. Egli trasformò successivamente la grotta in cui era vissuto il Calogero in una piccola chiesa, dove alloggiò insieme ad altri discepoli. In seguito vennero scavate nella roccia le cellette che costituirono i dormitori: furono dette "Eremo" o "Quarto degli Eremi".

A causa delle invasioni Saracene in Sicilia, il vescovo agrigentino del tempo per non far disperdere le reliquie le fece condurre nel messinese presso il monastero basiliano di San Filippo di Fragalà, nei pressi di Frazzanò. Ai giorni nostri le sacre spoglie riposano in una cassa lignea nella chiesa madre di Frazzanò, Diocesi di Patti, assieme a quelle del patrono e concittadino della città San Lorenzo.

## Culto

### Feste e tradizioni

#### Ad Agrigento
Il Patrono di Agrigento è San Gerlando ma i festeggiamenti maggiori sono tributati a San Calogero,che è il compatrono. Durante gli otto giorni di festa, dalla prima alla seconda domenica di luglio, si intersecano misticismo, antiche tradizioni, leggende e profonda fede cristiana. Si narra che il monaco Calogero, venuto in Sicilia ad evangelizzare e diffondere la fede cristiana, durante un lungo periodo di pestilenza andasse in giro a chiedere del pane da dare ai poveri. La gente, rintanata in casa per paura della peste, al passaggio del monaco avrebbe lanciato il pane dalle finestre per evitare che Calogero si avvicinasse troppo alle proprie abitazioni. A testimoniare la devozione nei confronti del santo legata alle antiche tradizioni, sono le manifestazioni che pone in essere, chi abbia ricevuto una grazia. Si assiste ancora, durante i festeggiamenti ai viaggi a piedi nudi dalla propria abitazione fino al Santuario a lui dedicato, alle rappresentazioni grafiche delle malattie e delle disgrazie, alle “vestine” bianche fatte indossare ai bambini. Durante il periodo dei festeggiamenti solitamente vengono organizzate anche manifestazioni di carattere culturale.
I festeggiamenti iniziano il venerdì antecedente la prima domenica di luglio con l'intensificazione delle funzioni religiose in Santuario per l'accoglienza dei fedeli che iniziano i pellegrinaggi al Santo e inizia, nel pomeriggio, l'Ottavario predicato che vede il tempio gremito di fedeli; viene inaugurata l'illuminazione straordinaria della città e i tamburi caratteristici girano per tutte le strade annunciando, con il loro suono l'avvicinarsi della festa, e nelle strade vicine delle bancarelle, con prodotti di tutti i generi principalmente dolciari, ricordano a tutti il momento festoso. Il programma della domenica ha inizio la mattina con “l’Alborata”, lo sparo di mortaretti e la “Fiera” di equini, bovini, ovini, attrezzi agricoli tradizionali e moderni (la “Fiera” si fa soltanto la seconda domenica). Alle 9 l'inizio delle celebrazioni religiose.
A mezzogiorno, la prima domenica, e alle 13, la seconda ed ultima domenica, la statua del Santo deposta dal suo abituale posizionamento sull'abside e fissata da robusti perni sulla “vara“, viene portata in processione dai devoti portatori, cui è affidata per tutta la giornata,  che trasporteranno in spalla per le vie della città lungo il tradizionale percorso che va da via Atenea fino a porta Addolorata. Qui alle 18 la statua del Santo viene posta sul carro trionfale. Alle 20.30 inizia la processione che si conclude al viale della Vittoria, con la partecipazione delle autorità comunali e delle confraternite di Agrigento. Dopo lo spettacolo pirotecnico, “a maschiata di San Calò” e la fiaccolata, la statua del Santo fa rientro al santuario.

#### A Sciacca
A Sciacca, Calogero è venerato con una statua di Antonello e Giacomo Gagini del 1535 che si trova presso la basilica minore a lui dedicata sul monte Kronio (o San Calogero) che si trova a circa 8 km dalla città. Con la Beata Vergine Maria del Soccorso, San Calogero è compatrono di questa terra dove visse per 35 anni fino alla sua morte.
La festa si celebra il martedì dopo la Pentecoste. Il giorno antecedente (lunedì) e il giorno della Festa (martedì), la cittadinanza saccense, come segno di devozione al santo patrono, si reca dalla chiesa madre, in pellegrinaggio, fino al monte San Calogero a piedi (molti pellegrini fanno la strada a piedi scalzi), sin dalle prime ore della mattina. Durante la giornata di martedì nella Basilica di San Calogero si celebrano diverse messe solenni. Alle ore 19:00 viene celebrata la processione del Santissimo, affollata da numerosissimi fedeli; al rientro viene officiata l'ultima santa messa. Negli anni passati, durante i festeggiamenti di San Calogero il popolo di Sciacca affollava il monte e la vicina pineta organizzando grigliate all'aperto, oltre a feste e giochi in onore dell'eremita.

#### A Petralia Sottana
Legato alle celebrazioni e ai riti pagani di Kronos (per i romani Saturno) protettore dell'agricoltura, dal 1860 San Calogero è il santo patrono di Petralia Sottana, comune sulle Madonie in provincia di Palermo. Prima del 1860 non era il patrono del paese ma da tempo aveva una forte devozione da parte dei petralesi tanto che dal 1642 veniva portato in processione anche il giorno del Corpus Domini oltre che il 18 giugno perché protegesse i raccolti e ancora prima della statua esisteva un quadro che andò perduto.

La statua di San Calogero Eremita, opera di frate Umile Pintorno da Petralia (XVII secolo), viene portata in spalla per le vie principali del paese, dentro un pesante fercolo di legno, chiamato vara. Nel 1796 viene eseguita la "vara", del peso di 18 quintali, da M.ro Antonino Manfrè e M.ro Antonino di Giovanni con un compenso di otto onze, ventotto tarì e dieci grani.

La vara viene addobbata con ex voto, rose, gigli, spighe dette "scocche di furmientu", fave e amarene. la Vara è preceduta dai "giocatori di palio" che fanno volteggiare abilmente la pertica, chiamata "stinnardu cu i cianciani" o "palu i San Calò", rivestita da uno stendardo con l'effigie del Santo.

Il culto di San Calogero a Petralia Sottana è molto forte e radicato nella comunità; le celebrazioni hanno inizio con la tradizionale Sittina a San Calogero, un appuntamento liturgico che annualmente si ripete a partire dalla mattina dell'11 giugno. Alla Messa delle 07,00 di buon mattino un considerevole numero di fedeli, molti anche scalzi, si dirigono all'appuntamento liturgico fino al giorno della solenne processione. Nel 2011 a Petralia Sottana si sono svolte le celebrazioni del Giubileo a San Calogero, in occasione del 1450º anniversario della morte di San Calogero. In questa circostanza, il 24 luglio, è stata riproposta la processione del santo per le vie principali di Petralia Sottana da dedicare agli emigrati. La particolarità dell'evento è stata l'arrivo delle reliquie di San Calogero eremita dal monastero di Frazzanò dove sono custodite. Le reliquie per la prima volta nella storia escono fuori dal comune messinese per essere condotte in altro luogo. Ai singolari festeggiamenti hanno preso parte le delegazioni di alcuni comuni di Sicilia dove si onora il santo, quali Frazzanò, San Salvatore di Fitalia, Naro, Agrigento e Caltavuturo. Tra questi anche i tammura di Girgenti, una delegazione proveniente dal Comune di San Calogero di Calabria, gli Amici di San Calogero e l'Arciconfraternita di San Calogero con sede a Roma.

#### A Frazzanò
San Calogero è coprotettore di Frazzanò, paese in cui sono conservate molte reliquie del santo (tra cui il capo). Le ossa furono trasferite prima del 965 nel monastero di S. Filippo di Fragalà presso Frazzanò. I cittadini di San Salvatore tra XVII e primi decenni del XVIII secolo, non le restituirono ai monaci di Fragalà non essendo stato stipulato nessun documento scritto.

#### A San Salvatore di Fitalia
San Calogero Eremita è il patrono di San Salvatore di Fitalia, meta di pellegrini che vi si recano per rendere omaggio al santo, alla cui venerazione è collegata la tradizione degli ex voto. Gran parte di tale oggetti, donati in segno di ringraziamento dai fedeli, sono conservati presso il museo delle tradizioni religiose. La festa di San Calogero si svolge il 19, 20 e 21 agosto di ogni anno. La statua del santo viene portata in processione lungo le vie del paese su una caratteristica vara, accompagnata dalle musiche del complesso bandistico locale "Vincenzo Bellini". La festa si conclude con uno spettacolo pirotecnico.
San Calogero viene portato in processione anche in altri momenti dell'anno: 5 febbraio, in cui il Santo esce in penitenza senza musiche e viene portato nella Chiesa Madre. In questa occasione il clero non veste paramenti sacri. La tradizione orale indica in questa data la rievocazione di un miracolo del Santo avvenuto nel corso di una penitenziale processione tendente a liberare il paese da violenti nubifragi che lo tormentavano da giorni. Altra processione la domenica successiva per riportare la statua al santuario accompagnata dalla banda. La domenica delle Palme, processione congiunta con quella di Sant'Antonio di Padova, ricordo della divisione fra "Salvatoriani" e "Mariani", avendo San Salvatore due chiese madri: quella del Santissimo Salvatore e di Santa Maria diviso tra le diocesi di Patti e di Messina fino al 1822. Altre processioni sono quella, penitenziale, dell'ultimo venerdì di marzo e quella, non più svolta a partire dal XX secolo, del primo venerdì di marzo.

#### A Naro

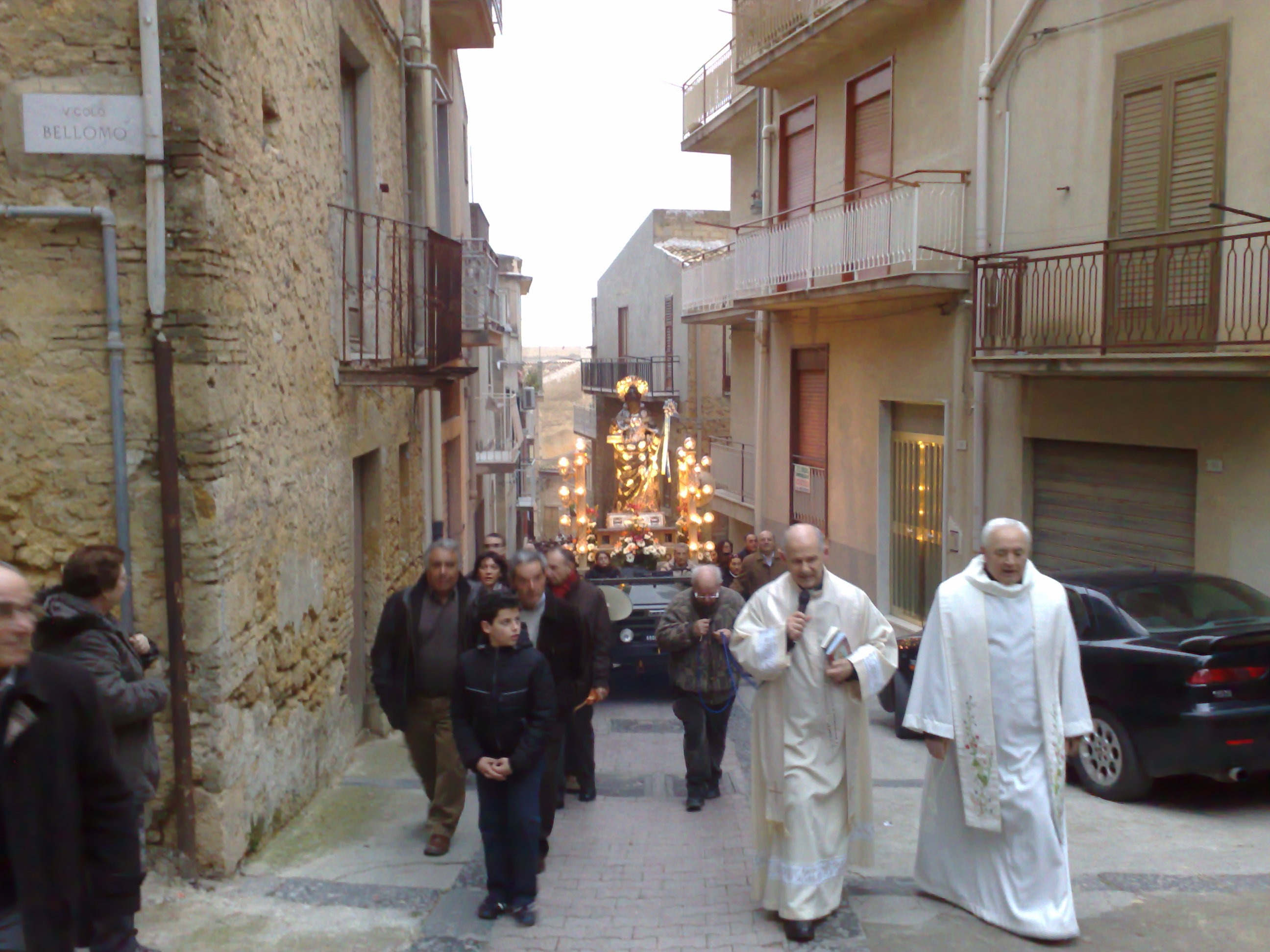
Naro, 11 gennaio: la statua di San Calogero viene portata in processione per le vie della città.

Il culto del "Santo nero" è molto sentito a Naro (AG), città di cui è patrono, nella quale si tengono imponenti festeggiamenti, organizzati dal comitato Amici di San Calò, che vanno dal 15 giugno, giorno in cui la statua del Santo viene portata dalla cripta sottostante la chiesa all'interno del Santuario stesso, al 25 di giugno, denominato ottava, culminando il 18 giugno, giorno vero e proprio della festa, che vede il Santo messo su una grande slitta in legno denominata straula o "carro dei Miracoli" e trascinato dai fedeli con una corda, legata a due capi della slitta e lunga più di 100 metri, dal Santuario di San Calogero fino alla chiesa Madre della città. Tutta la processione è scandita dalle urla dei fedeli che trascinano la straula col Santo al grido di "Viva Diu e San Calò", possono trovarsi con estrema facilità anche persone che fanno tutta la processione a piedi scalzi o che, sempre a piedi scalzi, salgono per le irte salite del paese per arrivare al Santuario.

Particolare è la tradizione del pane benedetto che viene modellato in diverse forme a rappresentare le parti del corpo miracolate da San Calogero e viene portato al Santuario per essere benedetto, i proprietari poi ne tengono una parte per loro per condividerla con amici e parenti ed il resto lo lasciano al Santuario affinché sia distribuito ai fedeli. Questa tradizione è molto radicata e non soltanto durante i giorni della festa, ma anche durante il resto dell'anno è possibile trovare fedeli che portano il pane per la benedizione.
Altre processioni avvengono il 18 (nel pomeriggio), quando il Santo viene portato dalla chiesa Madre alla chiesa di San Francesco e poi il 19, quando il Santo viene portato di nuovo al Santuario davanti al quale viene celebrata una Messa solenne prima che il simulacro venga portato dentro la chiesa. Poi ancora il 25 (ottava) giorno in cui il Santo viene nuovamente portato in processione per le vie cittadine.

Durante tutto il periodo dei festeggiamenti è presente una fiera nelle principali vie cittadine e vengono organizzate diverse manifestazioni culturali con spettacoli teatrali, concerti e manifestazioni di cultura popolare. Alla mezzanotte tra il 17 ed il 18 giugno ha luogo, davanti al Santuario di San Calogero, uno spettacolo pirotecnico.

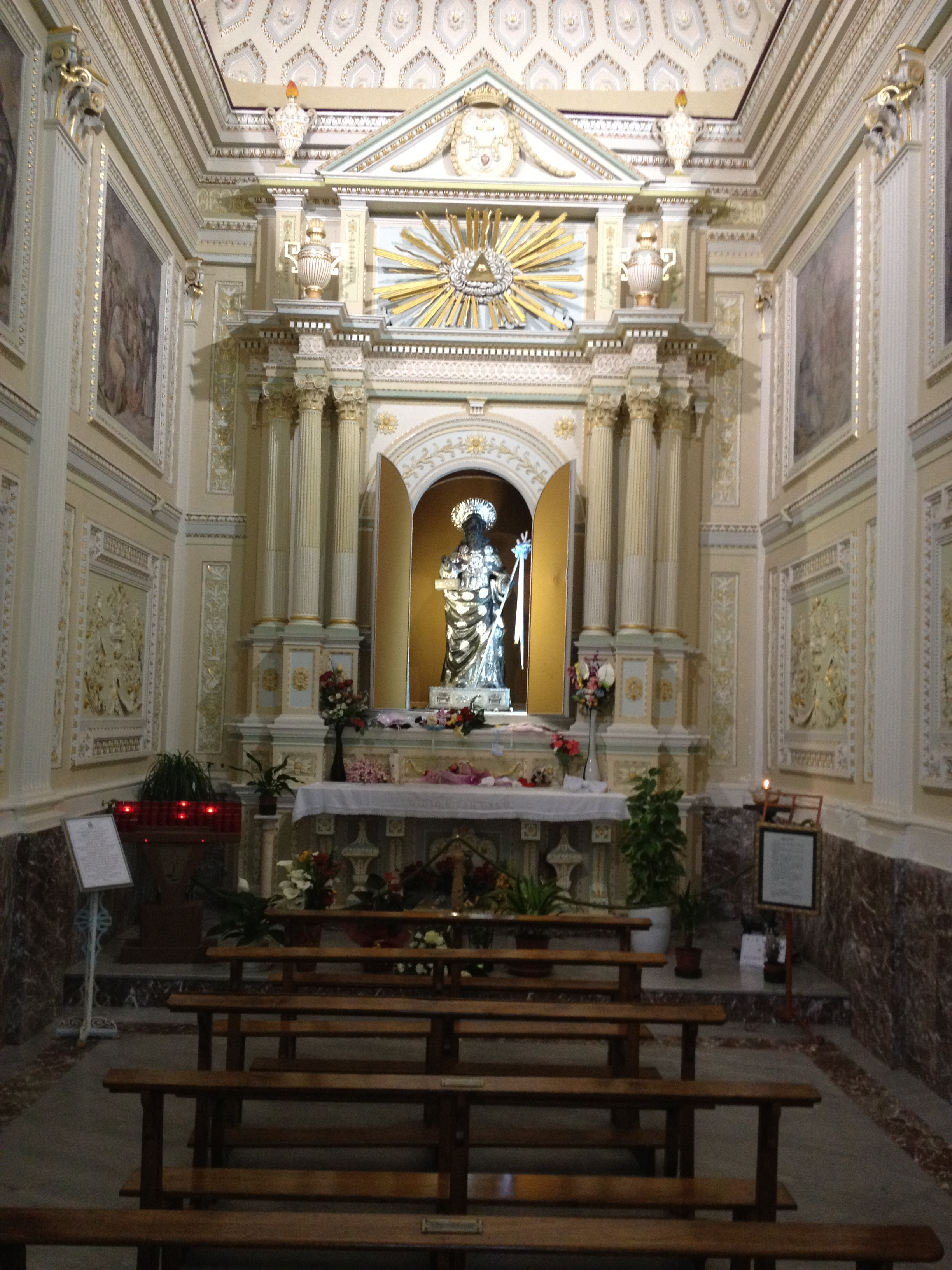
Cripta dove è riposto presso la chiesa a lui dedicata a Naro

Il Santo viene portato in processione per le vie cittadine anche l'11 gennaio (ricorrenza denominata appunto San Calò di Innaru) per ringraziare il Santo di aver preservato Naro dal forte terremoto che nel 1693 ha scosso la Sicilia.

#### A Porto Empedocle
I festeggiamenti in onore del Santo nero hanno inizio il giovedì che precede la prima domenica di settembre, quando in solenne processione il simulacro ottocentesco del santo lascia la cappella della casa dei portuali, dove è abitualmente custodito e venerato, per esser condotto in Chiesa Madre. Sono cinque giorni vissuti con ritmo incalzante, con passione travolgente, con entusiasmo delirante. I tamburi sono i coprotagonisti della festa. C'è in alcuni tratti della festa qualcosa di pagano, che però non è manifestazione di tendenze eretiche, bensì segno certo dello scoppio di una fede esuberante. Tutti i paesani vogliono avere l'onore di vedere la statua del Santo nella propria strada per questa ragione i giorni della festa sono diventati cinque nel corso degli anni.

#### A Santo Stefano Quisquina
A Santo Stefano Quisquina la festa di San Calogero si svolge a partire dalla sera del 17 giugno e continua anche durante il giorno successivo. Il 17 sera dopo i vespri del santo la processione al Pizzo (nella Chiesetta che domina il paese) nel corso della quale l'antica statua del Santo viene accompagnata con una suggestiva fiaccolata. I più devoti trascorrono la nottata all'aperto accanto alla Chiesa fra canti e preghiere. Il giorno dopo, la statua di San Calogero, in processione viene riportata nella Chiesa Madre dove rimane custodita tutto l'anno. La sera la solenne processione per le vie del paese e a conclusione dei festeggiamenti i giochi pirotecnici.

#### A Campofranco
Una delle processioni più suggestive inerenti al culto di San Calogero Eremita è quella che si svolge l'ultima domenica di luglio a Campofranco (festa chiamata di San Caloieru u riccu) dove è compatrono del paese nisseno a San Giovanni Evangelista. La processione si articola in due fasi: quella della mattina che prevede il passaggio del simulacro, portato rigorosamente a spalla, dalla chiesa di San Francesco, da un paio di anni divenuta Santuario di san Calogero, dove abitualmente riposa, alla chiesa Madre. Il tutto accompagnato da migliaia di fedeli che, ogni anno, svolgono il percorso della processione scalzi come segno votivo nei confronti del santo.
Nella processione serale, la statua del santo attraversa nuovamente Piazza Crispi per poi passare nelle vie più antiche della parte bassa e alta del paese con varie "pusate" durante le quali vengono benedetti i "Pupi di pane" che i fedeli porgono ai portantini per far sì che vengano benedetti e distribuiti a tutti i fedeli che accompagnano la processione.
Il Santo viene portato in processione per le vie cittadine anche l'11 gennaio (ricorrenza denominata appunto San Caloieru u poviru) per ringraziare il Santo di aver preservato Campofranco dal forte terremoto che nel 1600 ha scosso la Sicilia.

#### Ad Aliminusa
Alla conclusione della raccolta delle messi, come ringraziamento, da secoli il 24 agosto si festeggia San Calogero e si svolge la fiera agricola, in questo si può notare una continuazione delle celebrazioni e dei riti pagani di Saturno protettore dell'agricoltura.
La questua ("‘a cugghiuta") si effettua nei giorni precedenti la festa, durante i quali i componenti del comitato dei festeggiamenti girano per le vie del paese, seguiti dal rullo dei tamburi, bussando a tutte le porte per raccogliere le offerte.  Oggi si tratta di offerte in denaro, ma fino a qualche decennio fa i contadini erano soliti donare al Santo una certa quantità di grano.
I festeggiamenti in onore del Santo alternano a manifestazioni prettamente laiche, come l'alborata, giochi di società (pentolaccia, tiro alla fune, palo della cuccagna "a ntinna", corsa coi sacchi, ecc.), concerti canori, sfilate della locale banda musicale, dagli spari dei mortaretti e dei fuochi d'artificio, a celebrazioni e riti religiosi, la processione della statua del Santo.
San Calogero è raffigurato con abito da eremita e da abate basiliano, con in mano la bibbia e a lato la cerva che, diventato anziano, secondo la tradizione il Signore gli inviò per nutrirlo col suo latte.
Negli anni settanta, al fine di ritrovare i tanti compaesani emigrati che ritornavano in estate, si decise di associare ai festeggiamenti di San Calogero quelli di santa Rosalia e della Madonna del Rosario, che fino ad allora si celebravano rispettivamente il 4 settembre e la prima domenica di ottobre, e celebrare tre giorni di festa consecutivi.

#### A Realmonte

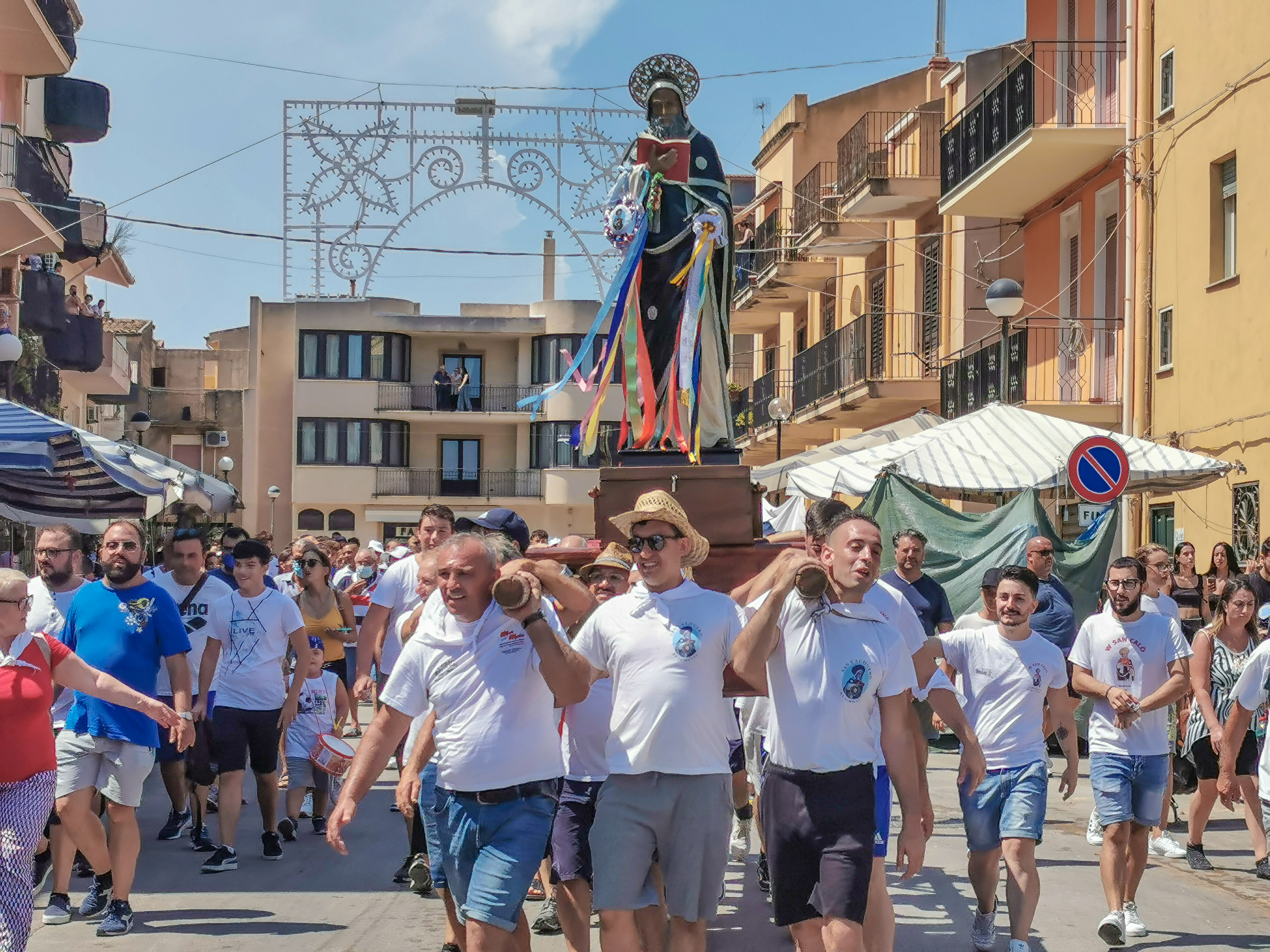
Il simulacro di San Calogero in processione per le vie di Realmonte.

San Calogero viene festeggiato per quattro giorni a Realmonte il fine settimana antecedente il Ferragosto. Vi sono tre simulacri: il più antico, realizzato in terracotta, è custodito in una nicchia in via San Calogero; il secondo, realizzato in legno e telacolla, è conservato in una nicchia inglobata nella struttura del ristorante Madison lungo la Strada Provinciale 68; il più recente, opera lignea di Giuseppe Stuflesser si trova nella Chiesa Madre di San Domenico.
Il primo giorno di festa, il giovedì, il simulacro conservato presso il Madison (detto volgarmente "San Calo' do Mediso'") viene portato in processione dalla sede della Società di San Calogero alla piazza dove rimarrà per l'intera durata della festa. Caratteristiche delle processioni del Santo sono il modo di incedere dei portatori che fanno "ballare" e correre il simulacro e il suono dei tamburi dei "tammurinara".
Il venerdì e il sabato il simulacro visita le periferie del paese, rispettivamente il Villaggio Rina il pomeriggio del venerdì e le periferie costiere, Lido Rossello e contrada Scavuzzo, il sabato mattina. Il sabato pomeriggio si svolgono i giochi tradizionali "u jocu de pignati" (le pentolacce) e "u jocu da 'ntinna" (l'albero della cuccagna).
La domenica si apre con la processione mattutina del simulacro più antico che da via San Calogero viene portato in Chiesa dai giovani del comitato. Nel primissimo pomeriggio inizia la processione principale che percorrerà tutte le vie del centro storico. Usanza tipica, comune ad Agrigento e Porto Empedocle, è quella di buttare il pane votivo dai balconi delle case, rievocando così la vita del Santo che, a causa del contatto con lebbrosi e appestati, la gente evitava di avvicinare porgendogli il pane secondo queste stesse modalità. La processione e i festeggiamenti si concludono nella notte della domenica con la solenne processione del simulacro dalla Piazza principale del paese alla Chiesa.

### Le filastrocche
Un aspetto caratterizzante del culto di San Calogero nell'agrigentino è la preghiera; quest'ultima, in quanto richiesta votiva del popolo, principalmente incolto e agreste, è in dialetto. Contrariamente rispetto a ciò che si potrebbe immaginare, però, la lingua siciliana richiama le leggi della melodia modellandosi agli andamenti ritmici che la parola italiana, irrigidendosi, non riesce a seguire. Rapidi cambi di frequenza, durata variabile delle sillabe, modulazione del registro e del volume della voce sono evidenziabili soprattutto nelle filastrocche - dispute in cui i vari abitanti del territorio agrigentino rivendicano la veridicità del proprio santo, con lo scopo di sminuire quello degli altri paesi. Esempi di queste filastrocche, delle preghiere e dei canti sono presenti nel libro San Calogero, un agrigentino venuto da lontano (Bonanno Editore, Acireale, 2005).

### Iconografia
Secondo alcuni storici ortodossi, dal XVIII secolo il santo è raffigurato con la pelle nera a causa di un errore di alcuni gesuiti del sei-settecento (che ritengono "in malafede") i quali, nel trascrivere le sue Vite, cambiarono il termine greco Chalkhidonos, che significa "di Calcedonia", con Karchidonos, ovvero Cartaginese, 'trasformando' così la sua provenienza.

Un'altra ipotesi è che il Santo abbia assunto uno dei caratteri delle deità ctonie greco-romane, in analogia con quanto previsto per le svariate Madonne Nere presenti in tutto il mondo, le quali avrebbero tale colorazione perché evoluzione delle svariate raffigurazioni delle Grandi Madri nella storia.

Spesso viene raffigurato con al fianco la cerva che il Signore gli inviò, diventato anziano, per nutrirlo col suo latte.

### Devoti illustri
Andrea Camilleri, il creatore del personaggio Montalbano, era originario di Porto Empedocle, paese in cui il culto di San Calogero è molto sentito. Ateo, Camilleri definiva il santo «il più popolare e popolano della Sicilia», facendo ritrovare, proprio nell'aggettivo di "popolano", le profonde radici di questa devozione verso "l'Eremita". Lo scrittore empedoclino raccontò che i suoi genitori avevano perso più di un figlio in età infantile; al momento della sua nascita, avvenuta durante la processione del Santo, la balia lo affidò proprio al Padre Protettore. Camilleri sarebbe poi vissuto oltre novant'anni.
Nel romanzo "Il corso delle cose" (Sellerio, 2. ed., 1998) Camilleri ci dà una gustosa descrizione della festa, e della scandalizzata reazione ad essa, nel 1946, del "settentrionale" arcivescovo di Agrigento.